# Михайловка (Куюргазинський район)
Миха́йловка (рос. Михайловка, башк. Михайловка) — присілок у складі Куюргазинського району Башкортостану, Росія. Входить до складу Зяк-Ішметовської сільської ради.
Населення — 256 осіб (2010; 310 в 2002).
Національний склад:
- чуваші — 38%
- росіяни — 27%